# Cours d'Analyse

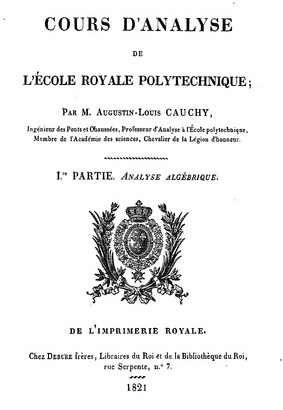
Cours d'Analyse é um livro-texto fundamental sobre cálculo publicado por Augustin-Louis Cauchy em 1821.